# Епархия Белвилла
Епархия Белвилла (лат. Dioecesis Bellevillensis) — епархия Римско-Католической церкви с центром в городе Белвилл, США. Епархия Белвилла входит в митрополию Чикаго. Кафедральным собором епархии Белвилла является собор святого Петра.

## История
7 января 1887 года Святой Престол учредил епархию Белвилла, выделив её из епархии Альтона (сегодня — Спрингфилда)

## Ординарии епархии
- епископ John Janssen (28.02.1888 — 2.07.1913);
- епископ Henry J. Althoff (4.12.1913 — 3.07.1947);
- епископ Albert Rudolph Zuroweste (29.11.1947 — 30.08.1976);
- епископ William Michael Cosgrove (30.08.1976 — 19.05.1981);
- епископ John Nicholas Wurm (19.12.1981 — 27.04.1984);
- епископ Джеймс Патрик Келехер[англ.] (23.10.1984 — 28.06.1993) — назначен архиепископом Канзас-Сити
- епископ Уилтон Дэниэл Грегори  (29.12.1993 — 9.12.2004) — назначен архиепископом Атланты;
- епископ Эдвард Кеннет Брэкстон[англ.]  (15.03.2005 — 2020)
- епископ Майкл Джордж Макговерн[англ.] (2020—2025) — назначен архиепископом Омахи

## Источник
- Annuario Pontificio, Libreria Editrice Vaticana, Città del Vaticano, 2003, ISBN 88-209-7422-3